# Тревел-журналістика

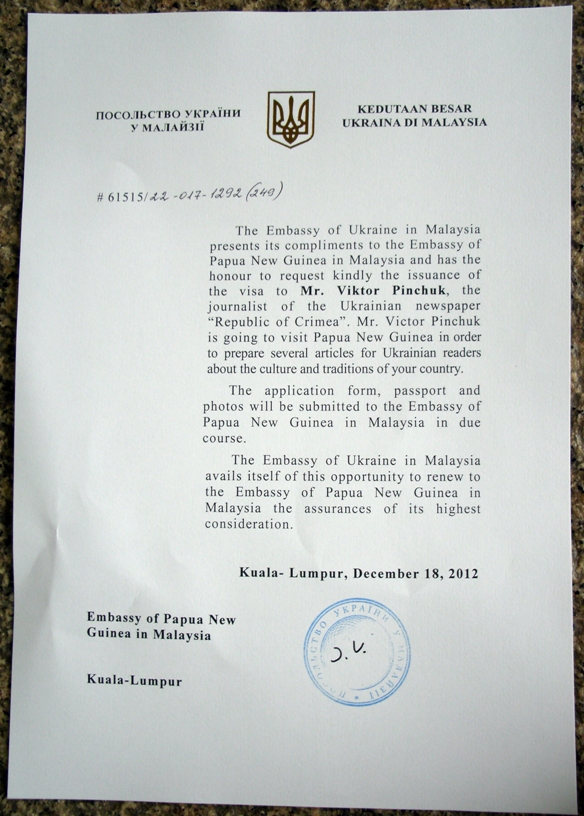
Рекомендаційний лист, виданий тревел-журналісту консульством України у Малайзії для отримання візи Папуа-Новій Гвінеї

Трėвел-журналíстика (з англ. travel journalism) — сучасний формат журналістики, який націлений на збір інформації туристичних, історичних, культурних, географічних течій і передачі нових знань цільовій  аудиторії.

## Визначення
Тревел-журналістика, або журналістика подорожей має на меті забезпечувати масовому споживачеві нові відомості про географію, історичні події, культуру, туризм, та ін .. Але при цьому, вона (тревел-журналістика) носить просвітницький характер.  Для того щоб краще зрозуміти, що ж передбачає собою тревел-журналістика, слід вдатися до її ключових визначень: «тревел-журналіст» і «тревел-райтер».
Дані визначення використовуються недостатньо широко, що призводить до плутанини понять як в середовищі висококласної журналістики, так і в роботах дослідників. І. Показаньєва визначила, хто конкретно відноситься до «тревел-райтера»
Термін «тревел-райтер» вживається в основному за кордоном і встановлює діяльність людини, який описує подорожі. Дане визначення належить до більш літературних жанрів, ніж журналістиці ". За словами дослідниці «тревел-журналіст» захоплюється спочатку лише інформаційною журналістикою, а ніяк не літературною, до того ж тревел-журналіст може виконувати робоут  як і на телебаченні, так і в пресі/

## Жанри тревел-журналістики
В силу своєї особливості тревел-журналістика може дозволити для себе різноманітність жанроутворюючих форм і засобів. Найчастіше це бувають:
- Дорожня розповідь — художньо-публіцистичний жанр журналістики, що втілює уявлення значущих і цікавих подій, пригод, зустрічей з різними народами, з якими автор зустрічається на період  своєї  творчої поїздки;

- репортаж визначає детальне використання методу дослідження і фіксації в тексті його ходу і результатів;

- огляд — явне висвітлення соціальних подій, а крім того суджень автора, який глибоко проникає в суть процесу або ситуації;

- рекомендація — щодо тревел-журналістики — дослідницький матеріал, за основу якого виступає наказова програмна інформація.

## Стилі
У тревел- журналістики є можливість бути різною, головне встановити чітке завдання подорожі. На сьогоднішній день існують два ключових стилі дорожніх нарисів: фактичні та науково-популярні (творчі)

### Фактичний стиль
Даний стиль містить в собі такі манери формування тревел-матеріалів: путівник, конкретні дії, об'єкт або проблема, позначка або доповнення.
1. Путівник. Це традиційний стиль дорожнього нарису. У подібних матеріалах включать фактичну інформацію про пункт призначення: держава, місто або області. У путівниках показують відомості про ключові місця, готелі або хостели, ресторани, нічне життя, транспорт, культуру та  іншу інформацію.
2. Конкретні події. Даний вид дорожнього нарису ідентичний попередньому (путівник), але такий вид матеріалів фокусується на деяких фактах. Такі матеріали деталізують інформацію про подію і де вона відбулася.
3. Предмет або проблема. Такого роду тип написання дорожнього нарису подібний до  путівника. Однак в подібних текстах або сюжетах автор фокусується на встановленому об'єкті або проблеми.
4. Помітка або додаток. Як правило, такого роду вид нарису передбачає собою таблиці або роз'яснення до матеріалу. Позначка забезпечує сконцентровану інформацію, яка ніяк не згадується у подорожньому нарисі. У подібних позначках або додатках можуть згадати адреси різних об'єктів, вартість послуг та ін.

### Науково-популярний (творчий) стиль
Такий спосіб створення матеріалів містить в собі такі стилі: травелог, пригода, особистий досвід і надихаючий стиль.
1. Тревелог — короткометражних фільмів-подорож, що виник як жанр в 1910-і роки. У ньому глядачам показувалися інземні ландшафти, населення, промисловість і туристичні визначні пам'ятки. Наступним кроком після збору всіх даних — йде складання сценарію.
2. Пригода. Найчастіше нариси в стилі пригода включають в себе відомості про оригінальні події або ж факти, або про незвичайні подорожі автора. У подібних матеріалах творець (автор) концентрує увагу на інформації, досконально демонструє події, в яких автор бере участь.
3. Особистий досвід. Такого роду вид формування розповіді  і телепрограм ґрунтується на те, що сталося з кореспондентом в місці, де він знаходиться. Це може бути несподіваною зустріччю або подією. такого роду нарис має можливість бути так само як і позитивним, так і негативним.
4. Надихаючий стиль. Даний стиль містить в собі попередні: пригода і досвід журналіста. Але в цьому випадку автор путніх нарисів або тревел-передачі йде трохи далі: він підкріплює свій власний досвід інформацією про те, як та чи інша подорож може вплинути на спосіб життя людини. Найчастіше це може бути інформація про релігію.

## Тревел-комунікація в Україні
Науково-популярна журналістика — це спосіб міжкультурної комунікації у світі, обмін інформацією між зацікавленими наукою людьми, а журналісти у цьому процесі відіграють роль посередників між науковцями та провідниками інформації. Часто таку інформацію журналісти отримують із перших вуст.
На сучасному етапі розвитку науково-популярна журналістика в Україні перебуває в стані занепаду. Це зумовлено низкою причин: малим попитом на тематику науково-популярного змісту, високоми фінансовими витратами на випуск, також дуже витратним є створення телепрограми та відсутністю кваліфікованих журналістів, які здатні писати та знімати телевізійні сюжети[джерело?].